# Karabalyk

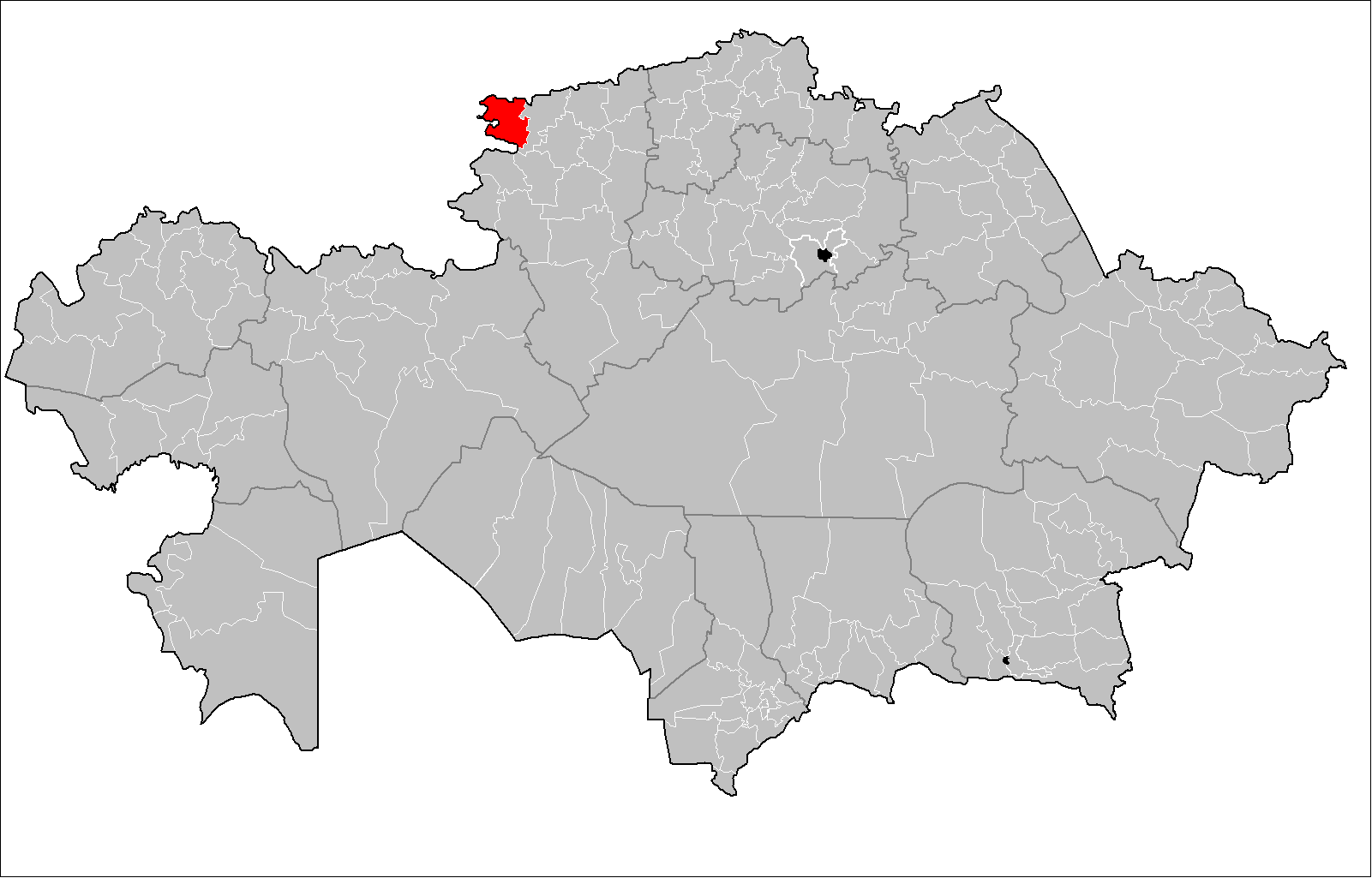
Ubicación del distrito en mapa nacional

Karabalyk (en kazajo Қарабалық ауданы, en ruso Karabalykskiy) es uno de los 16 distritos en los que se divide la provincia de Kostanái, Kazajistán.

## Población
Según el censo de 1999, tenía 43 145 habitantes. Para el censo de 2009 se había registrado un importante descenso de la población y se contabilizaron 31 399 habitantes.